# Peltogyne
Genre
Classification phylogénétique

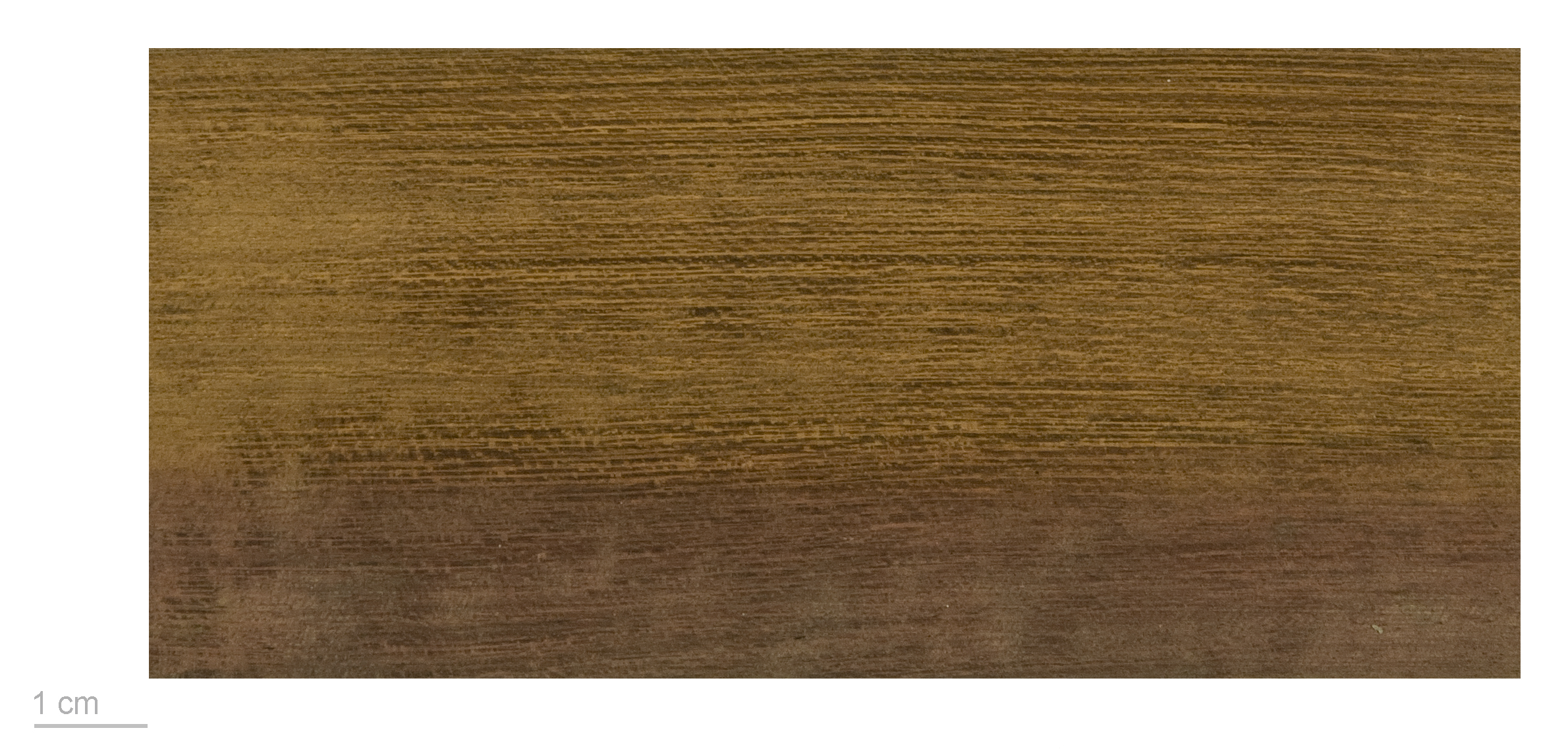
Peltogyne sp. au Muséum de Toulouse.

Peltogyne est un genre de plantes à fleurs de la famille des Caesalpiniaceae selon la classification classique, ou de celle des Fabaceae, sous-famille des Caesalpinioideae selon la classification phylogénétique. Certaines espèces de ce genre sont appelées « amarante ».
Ces espèces se répartissent en Amérique du Nord, Amérique du Sud, Amérique centrale, et Caraïbe.

## Liste d'espèces
- Peltogyne angustiflora Ducke
- Peltogyne catingae Ducke
- Peltogyne confertiflora (Hayne) Benth.
- Peltogyne excelsa Ducke
- Peltogyne floribunda (Kunth) Benth.
- Peltogyne gracilipes Ducke
- Peltogyne lecointei Ducke
- Peltogyne paniculata Benth.
- Peltogyne pauciflora Benth.
- Peltogyne prancei M.F.Silva
- Peltogyne venosa (Vahl) Benth.